# Rudolf Dumont du Voitel
Rudolf Dumont du Voitel (* 29. April 1916 in Nürnberg; † 2. August 2011) war ein deutscher Journalist.

## Werdegang
Nach dem Besuch des humanistischen Melanchthon-Gymnasiums Nürnberg und einer Musikausbildung war Dumont du Voitel als Musikjournalist tätig. Er nahm als Offizier am Zweiten Weltkrieg teil und arbeitete in der Nachkriegszeit wieder als Musik- und Theaterkritiker in Bremen. 1949 wurde er dort bei Radio Bremen zunächst Direktor des Studios für Neue Musik, 1950 dann Leiter der Presseabteilung und 1956 Gründer und Leiter des Fernsehprogramms des Senders. 1960 wechselte er als Leiter der Abteilung Kunst und Wissen zum Freien Fernsehen.
Nach Liquidierung der Gesellschaft ging er 1961 zur Europäischen Kommission und war dort Leiter der Bereiche Radio, Fernsehen und Film des Gemeinsamen Presse- und Informationsdienstes und verschiedener Abteilungen in der Generaldirektion Presse und Information. 1973 schied er aus dem Kommissionsdienst aus und war als Autor, Partner und Regisseur des Unternehmens Film für Information und Bildung in München tätig.
Für die europäische Idee trat er im Rahmen der Europa-Union ein. Er war Landesvorsitzender in Bremen (1955–1962), Leiter des Arbeitskreises Brüssel (1962–1973), Bezirksvorsitzender der Europa-Union München (1975–1989), stellvertretender Landesvorsitzender des Landes Bayern (1975–2000) sowie Mitglied des Präsidiums (1978–2000). Bei den ersten Direktwahlen zum Europaparlament 1979 trat er als Ersatzbewerber für den 6. Platz der FDP-Liste an.

## Ehrungen
- 1984: Bundesverdienstkreuz 1. Klasse